# Sainte-Marie (Hautes-Pyrénées)
Sainte-Marie is een gemeente in het Franse departement Hautes-Pyrénées (regio Occitanie) en telt 31 inwoners (2009). De plaats maakt deel uit van het arrondissement Bagnères-de-Bigorre.

## Geografie
De oppervlakte van Sainte-Marie bedraagt 0,3 km², de bevolkingsdichtheid is dus 103 inwoners per km².

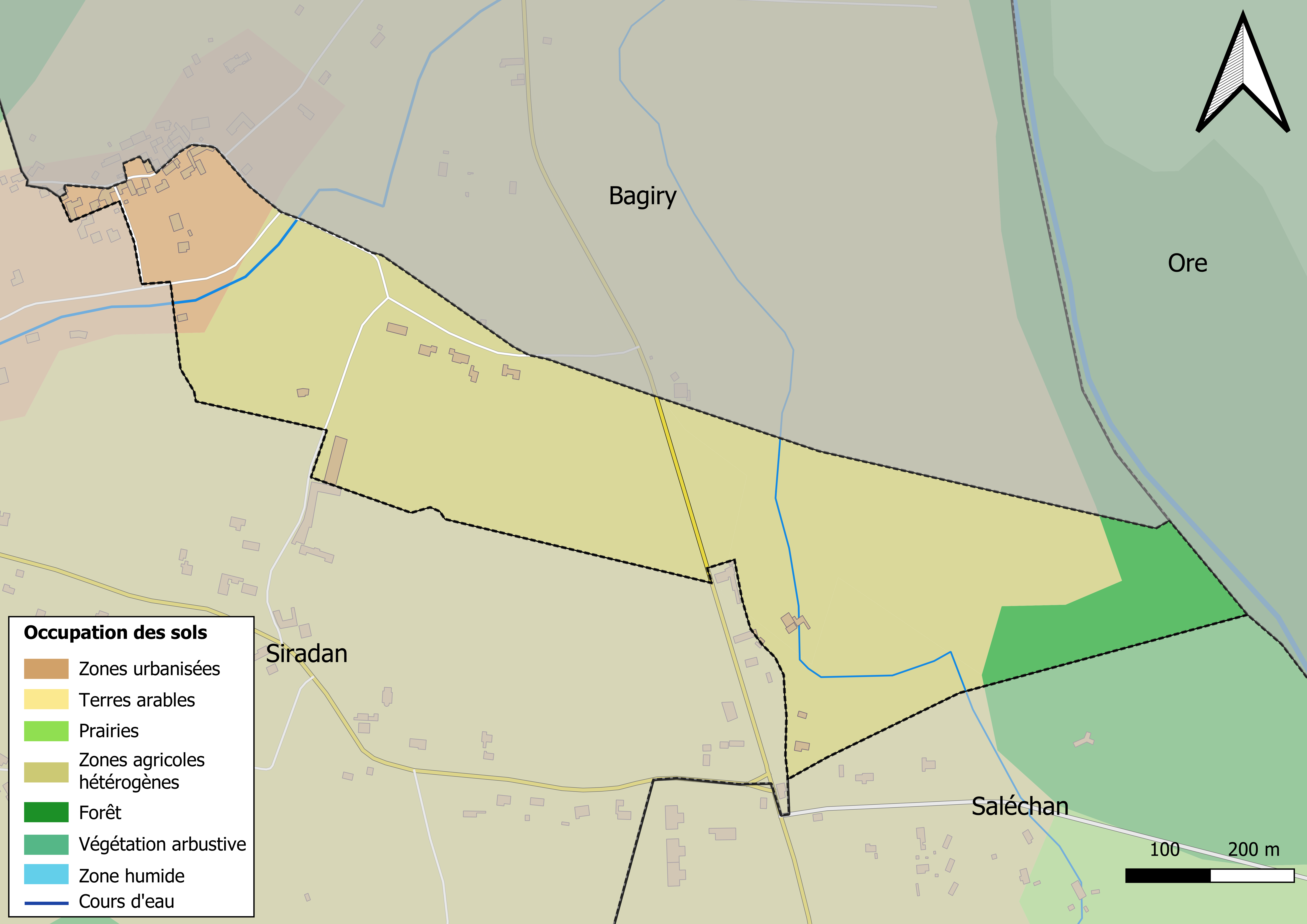
Kaart van de gemeente met belangrijkste infrastructuur, bodemgebruik en omliggende gemeenten

## Demografie
Onderstaande figuur toont het verloop van het inwonertal (bron: INSEE-tellingen).

1. ↑  Populations de référence 2022.